# Kheira Yahiaouchi
Chaimaa Kheira Yahiaouchi (arab. شيماء يحياوي; ur. 7 września 1997) – algierska zapaśniczka walcząca w stylu wolnym. Srebrna medalistka mistrzostw Afryki w 2018; brązowa w 2017 i 2019; piąta w 2016. Czwarta na igrzyskach śródziemnomorskich w 2018. Triumfatorka mistrzostw śródziemnomorskich w 2016. Trzecia na igrzyskach Solidarności Islamskiej w 2017 roku.